# Mantelmur

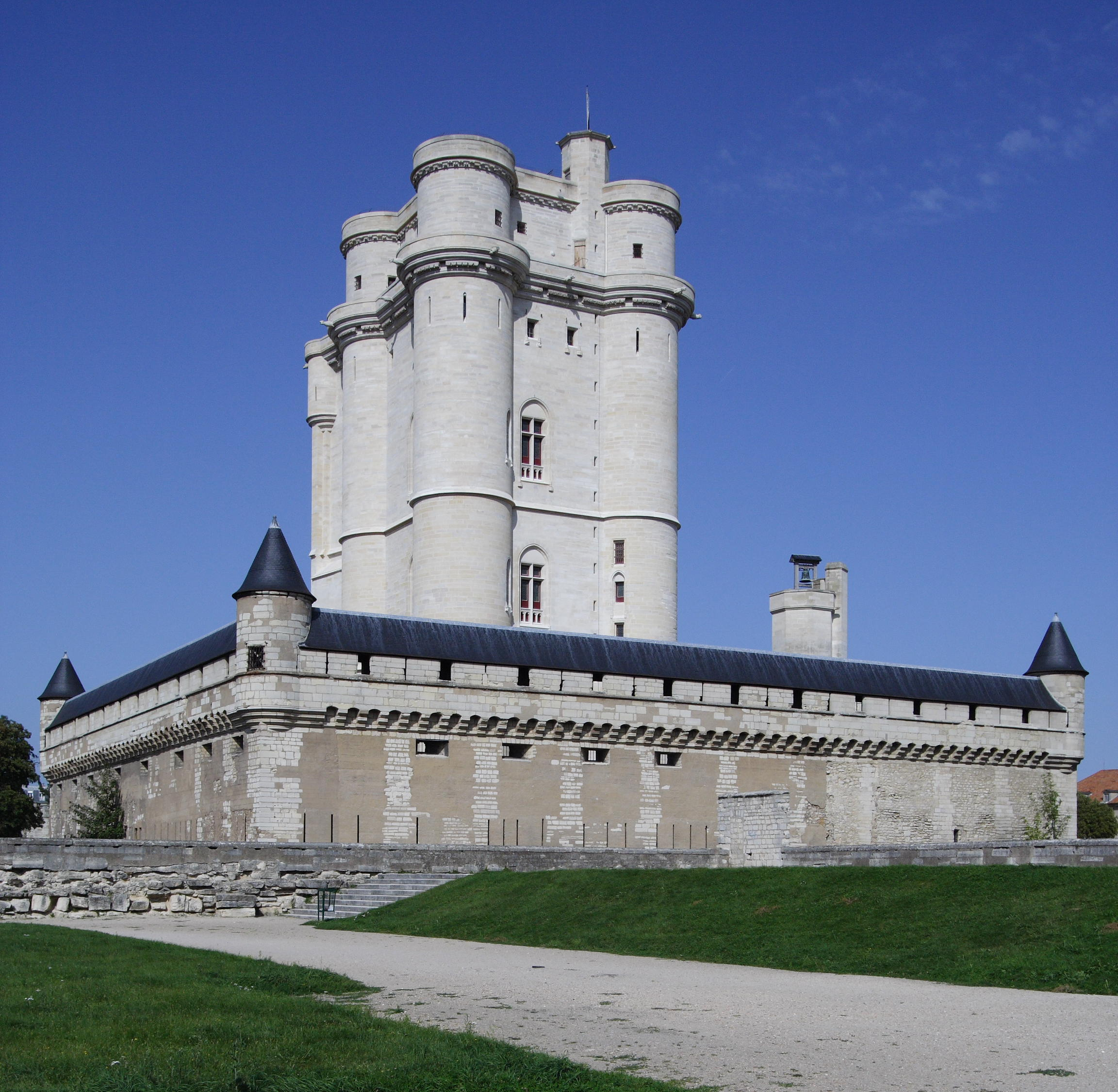
Kärnan på Château de Vincennes omges av en lägre mur.

Mantelmur är ett begrepp inom befästningskonsten, som består av en lägre mur belägen på några meters avstånd från kärnbyggnaden på en borg. Ordet kommer från det engelsk-franska uttrycket chemise, vilket liknar muren med ett plagg som dras över borgens kropp, vilket gör att den svenska översättningen mantelmur fungerar utmärkt. På äldre engelska kallas byggnadsformen för mantlet wall. 
Murens funktion är att fungera som ett extra skyddslager åt fästningen, samt fungera som en vallgrav, då utifall anfallarna bestiger muren skulle en vindbrygga mellan muren och kärnan resas. Detta gör att gapet mellan byggnadsdelarna kan liknas vid en vallgrav. Skulle en angripare bryta sig igenom nederdelen av muren skulle de finna sig inträngda mellan muren och kärnan, helt blottade för försvararnas eldgivning.